# Inmunización (finanzas)
En finanzas, la inmunización o inmunización de tipos de interés es la estrategia de gestión de carteras de renta fija que trata de asegurar que los cambios en los tipos de interés no afectarán al valor de una cartera de títulos. La inmunización trata de eliminar la sensibilidad del precio a la variación de los tipos de interés a través de equilibrar la Duración de Macaulay de la cartera de activos con la duración de la cartera de pasivos (Redington,1952).
Según el teorema de inmunización de Fisher y Weil (1971) una cartera de bonos está inmunizada del riesgo de tipo de interés si la duración de la cartera es igual al horizonte temporal deseado de inversión. A título de ejemplo, si el período deseado de tenencia de una cartera de bonos es de 8 años, para inmunizarla, la duración de Macaulay de la misma debe ser de 8 años.

## Riesgo de tipo de interés
El riesgo de tipo de interés es el riesgo de que el precio de un título que devenga un interés fijo, como puede ser un bono, una obligación o un préstamo, se vea afectado por una variación de los tipos de interés del mercado. En general, un aumento de los tipos de interés de mercado influyen negativamente en el precio de un bono de cupón fijo y al contrario un descenso de los tipos de interés afectara positivamente a la cotización de los bonos de cupón fijo.